# Championnats du monde de cyclisme sur piste juniors 2019
Navigation
Édition précédente Édition suivante

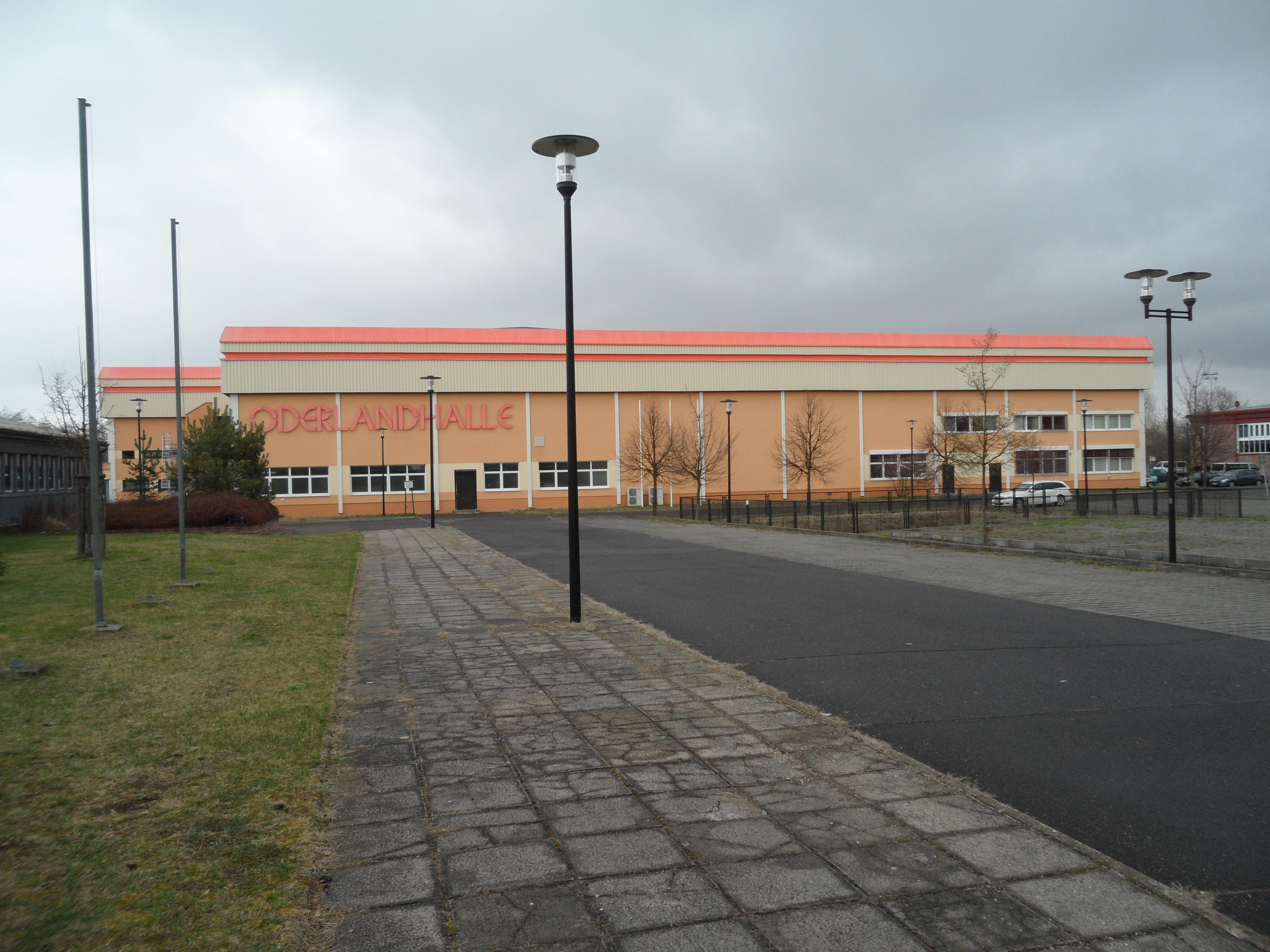
La Oderlandhalle à Francfort-sur-l'Oder

Les Championnats du monde de cyclisme sur piste juniors 2019 ont lieu du 14 au 18 août 2019 à la Oderlandhalle de Francfort-sur-l'Oder, en Allemagne,. Les championnats sont réservés aux coureurs nés en 2001 et 2002 (17/18 ans).
La Oderlandhalle a été entièrement rénovée en 2013 et 2014 et la piste cyclable a été adaptée à la norme internationale de 250 mètres de longueur.

## Programme
| Date             | Hommes                                    | Femmes                                                |
| ---------------- | ----------------------------------------- | ----------------------------------------------------- |
| Mercredi 14 août | Vitesse par équipes                       | Scratch, vitesse par équipes                          |
| Jeudi 15 août    | Poursuite par équipes, Scratch, keirin    | Poursuite par équipes                                 |
| Vendredi 16 août | Course aux points, poursuite individuelle | Omnium, vitesse individuelle                          |
| Samedi 17 août   | Omnium, vitesse individuelle              | 500 mètres, poursuite individuelle, course aux points |
| Dimanche 18 août | Kilomètre, américaine                     | Keirin, américaine                                    |

## Podiums masculins
| Épreuves               | Or                                                                                               | Argent                                                                 | Bronze                                                             |
| ---------------------- | ------------------------------------------------------------------------------------------------ | ---------------------------------------------------------------------- | ------------------------------------------------------------------ |
| Kilomètre              | Tobias Buck-Gramcko                                                                              | Daan Kool                                                              | Matteo Bianchi                                                     |
| Keirin                 | Konstantínos Livanós                                                                             | Sam Gallagher                                                          | Esow Alban                                                         |
| Vitesse individuelle   | Konstantínos Livanós                                                                             | Esow Alban                                                             | Daan Kool                                                          |
| Vitesse par équipes    | Inde Rojit Singh Yanglem Esow Alban Ronaldo Singh Laitonjam Jemsh Singh Keithellakpam            | Australie John Trovas Carlos Carisimo Sam Gallagher                    | Grande-Bretagne James Bunting Matti Egglestone Rhys Thomas         |
| Poursuite individuelle | Tobias Buck-Gramcko                                                                              | Nicolas Heinrich                                                       | Tristan Jussaume                                                   |
| Poursuite par équipes  | Allemagne Hannes Wilksch Tobias Buck-Gramcko Nicolas Heinrich Pierre-Pascal Keup Moritz Kretschy | France Kévin Vauquelin Antonin Corvaisier Clément Petit Florian Pardon | Russie Ivan Novolodskii Vlas Shichkin Ilia Schegolkov Egor Igoshev |
| Scratch                | Benjamin Hertz                                                                                   | Anderson Arboleda                                                      | Jacob Decar                                                        |
| Course aux points      | Vlas Shichkin                                                                                    | Kévin Vauquelin                                                        | Raúl García Pierna                                                 |
| Américaine             | Nouvelle-Zélande Laurence Pithie Kiaan Watts                                                     | Allemagne Tim Torn Teutenberg Hannes Wilksch                           | France Clément Petit Kévin Vauquelin                               |
| Omnium                 | Laurence Pithie                                                                                  | Graeme Frislie                                                         | Park Young-kyon                                                    |

## Podiums féminins

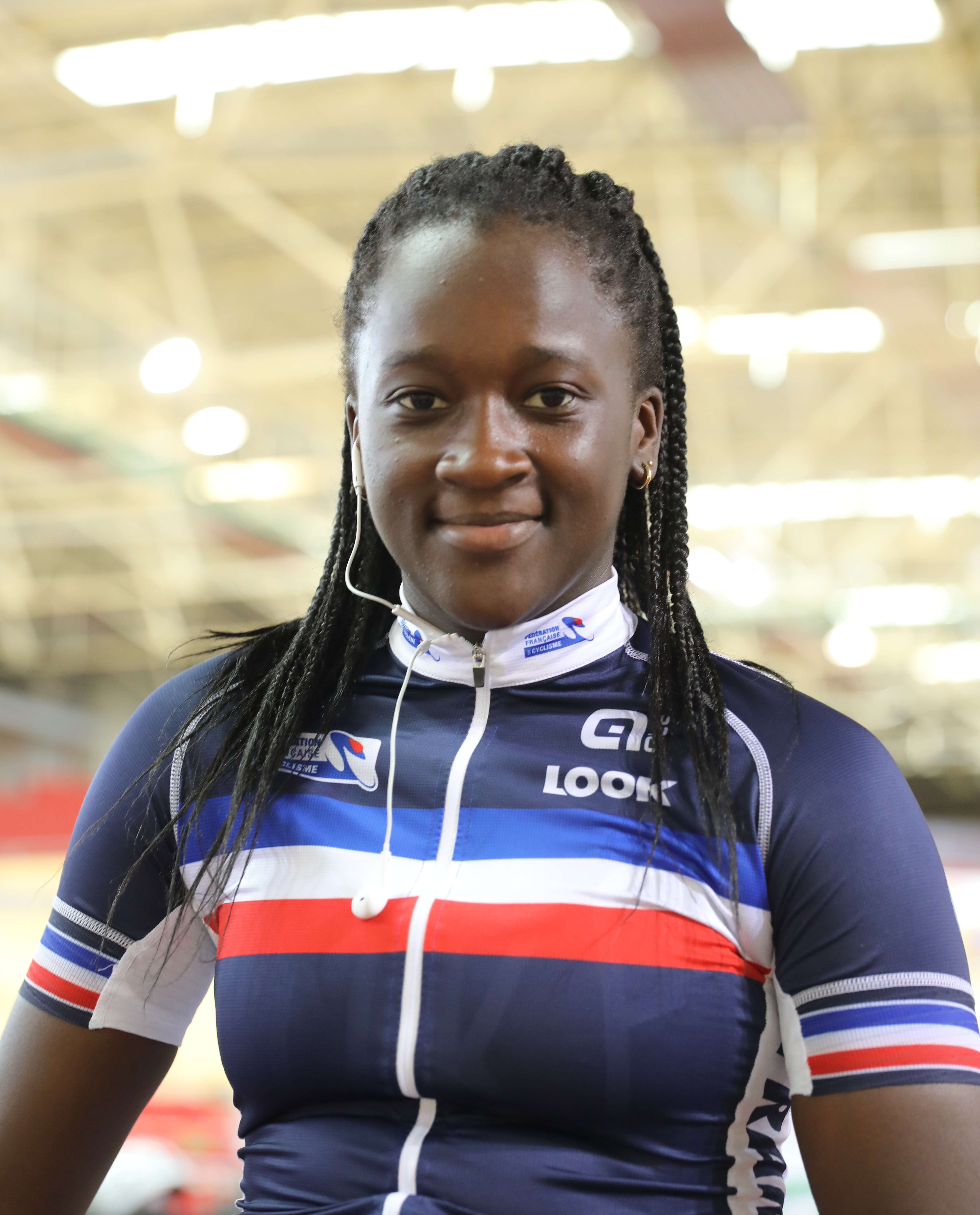
Taky Marie-Divine Kouamé décroche le titre sur le 500 mètres.

| Épreuves               | Or                                                                                          | Argent                                                                          | Bronze                                                                  |
| ---------------------- | ------------------------------------------------------------------------------------------- | ------------------------------------------------------------------------------- | ----------------------------------------------------------------------- |
| 500 mètres             | Taky Marie-Divine Kouamé                                                                    | Alessa-Catriona Pröpster                                                        | Emma Finucane                                                           |
| Keirin                 | Alessa-Catriona Pröpster                                                                    | Ella Sibley                                                                     | Nikola Seremak                                                          |
| Vitesse individuelle   | Alessa-Catriona Pröpster                                                                    | Nikola Seremak                                                                  | Emma Finucane                                                           |
| Vitesse par équipes    | Chine Fan Bingbing Luo Jang Sun Jingye                                                      | Allemagne Alessa-Catriona Pröpster Christina Sperlich Katharina Albers          | Pologne Nikola Seremak Nikola Wielowska                                 |
| Poursuite individuelle | Ally Wollaston                                                                              | Elynor Backstedt                                                                | Lara Gillespie                                                          |
| Poursuite par équipes  | Italie Giorgia Catarzi Camilla Alessio Eleonora Gasparrini Sofia Collinelli Matilde Vitillo | Nouvelle-Zélande Emily Paterson Mckenzie Milne Ally Wollaston Samantha Donnelly | Grande-Bretagne Elynor Backstedt Sophie Lewis Eluned King Ella Barnwell |
| Scratch                | Ella Sibley                                                                                 | Catalina Soto                                                                   | Ella Barnwell                                                           |
| Course aux points      | Tsuyaka Uchino                                                                              | Valeria Golayeva                                                                | Yareli Acevedo                                                          |
| Américaine             | États-Unis Zoe Ta-Perez Megan Jastrab                                                       | Grande-Bretagne Sophie Lewis Elynor Backstedt                                   | Russie Valeria Golayeva Mariia Miliaeva                                 |
| Omnium                 | Megan Jastrab                                                                               | Eleonora Gasparrini                                                             | Ella Barnwell                                                           |

## Tableau des médailles
| Rang  | Nation           | Or | Argent | Bronze | Total |
| ----- | ---------------- | -- | ------ | ------ | ----- |
| 1     | Allemagne        | 5  | 4      | 0      | 9     |
| 2     | Nouvelle-Zélande | 3  | 1      | 0      | 4     |
| 3     | Grèce            | 2  | 0      | 0      | 2     |
| 3     | États-Unis       | 2  | 0      | 0      | 2     |
| 5     | Australie        | 1  | 4      | 0      | 5     |
| 6     | France           | 1  | 2      | 1      | 4     |
| 7     | Russie           | 1  | 1      | 2      | 4     |
| 8     | Inde             | 1  | 1      | 1      | 3     |
| 8     | Italie           | 1  | 1      | 1      | 3     |
| 10    | Chine            | 1  | 0      | 0      | 1     |
| 10    | Danemark         | 1  | 0      | 0      | 1     |
| 10    | Japon            | 1  | 0      | 0      | 1     |
| 13    | Grande-Bretagne  | 0  | 2      | 6      | 8     |
| 14    | Pologne          | 0  | 1      | 2      | 3     |
| 15    | Chili            | 0  | 1      | 1      | 2     |
| 15    | Pays-Bas         | 0  | 1      | 1      | 2     |
| 17    | Colombie         | 0  | 1      | 0      | 1     |
| 18    | Canada           | 0  | 0      | 1      | 1     |
| 18    | Corée du Sud     | 0  | 0      | 1      | 1     |
| 18    | Espagne          | 0  | 0      | 1      | 1     |
| 18    | Irlande          | 0  | 0      | 1      | 1     |
| 18    | Mexique          | 0  | 0      | 1      | 1     |
| Total | Total            | 20 | 20     | 20     | 60    |

## Records du monde
| Date         | Épreuve                                        | Cycliste(s)                                                                      | Performance                |
| ------------ | ---------------------------------------------- | -------------------------------------------------------------------------------- | -------------------------- |
| 14 août 2019 | Poursuite par équipes juniors sur 4 000 mètres | France Kévin Vauquelin Antonin Corvaisier Clément Petit Florian Pardon           | 4 min 00 s 384 au 1er tour |
| 15 août 2019 | Poursuite par équipes juniors sur 4 000 mètres | Russie Ivan Novolodskii Vlas Shichkin Ilia Schegolkov Egor Igoshev               | 3 min 59 s 955 en finale   |
| 15 août 2019 | Poursuite par équipes juniors sur 4 000 mètres | Allemagne Hannes Wilksch Tobias Buck-Gramcko Nicolas Heinrich Pierre-Pascal Keup | 3 min 58 s 793 en finale   |